# Marcel Lemonde
Marcel Lemonde, né le 2 avril 1946 à Lyon, est un magistrat français, ayant exercé aussi des fonctions de juge et d'expert international.

## Biographie
Marcel Lemonde, après des études au Lycée Ampère (Lyon) et à la faculté de droit, passe, en 1970, le concours d'entrée à l'école nationale supérieure de la police de Saint-Cyr-au-Mont-d'Or et devient d'abord commissaire de police. Après un doctorat en droit, il passe le concours de l'école nationale de la magistrature en 1975. À sa sortie de l'ENM, en janvier 1978, il est nommé juge d'instruction à Annecy. En 1986, il est premier juge d'instruction à Lyon où il est chargé du dossier d'Action directe.
Membre fondateur de l'association française des magistrats instructeurs (AFMI), il en devient le président de 1984 à 1987. En 1988, il est nommé vice-président au même tribunal de Lyon.
En 1991, il est sous-directeur des stages à l'école nationale de la magistrature. En 1996, il est conseiller à Versailles, puis, en 2000, président de la chambre d'accusation - devenue chambre de l'instruction - à Bastia. En 2005, il est président de chambre à la cour d'appel de Paris.
En 1991, Marcel Lemonde est membre de la commission justice pénale et droits de l'homme, présidée par Mireille Delmas-Marty, qui propose, notamment, de dépasser le système « inquisitoire » du juge d'instruction par un modèle plus « contradictoire ».
En 1993, il est membre de la commission de prévention de la corruption, présidée par Robert Bouchery. Le rapport final met l'accent sur la clarification de l'action du ministère public et inspire la loi du  29 janvier 1993 relative à la prévention de la corruption et à la transparence de la vie économique et des procédures publiques qui crée un service central de prévention de la corruption, encadrant le financement des campagnes électorales comme des partis politiques et établissant des règles de transparence en matière de marchés publics.

### Juge d'instruction au Cambodge
Marcel Lemonde devient, en 2006, l'un des 12 juges internationaux siégeant auprès de 17 juges locaux dans les Chambres extraordinaires au sein des tribunaux cambodgiens (CETC) chargées de juger les principaux dirigeants, toujours vivants, du régime khmer rouge. Il exerce ses fonctions de juge international à Phnom Penh.
La mise en place du tribunal, le recrutement des équipes, la rédaction du règlement de procédure qui prévoit une instruction écrite « à la française », éloignée du modèle accusatoire anglo-saxon, repousse le début des opérations d'instruction à juillet 2007. Elles concernent d'une part Duch, l'ancien chef du centre de détention et de torture S 21 et d'autre part quatre dirigeants survivants de Kampuchéa démocratique : Nuon Chea, Khieu Sampham, Ieng Sary et Ien Thirith. Les deux affaires, instruites, sont renvoyées devant la formation de jugement des Chambres extraordinaires. Duch est condamné à 35 ans d'emprisonnement en première instance, et, en appel, à la réclusion à perpétuité le 3 février 2012, pour crimes contre l'humanité. La mort de certains accusés durant le deuxième procès ne permet que la condamnation à la réclusion criminelle à perpétuité de Nuon Chea et Khieu Sampham pour crimes contre l'humanité et génocide (cette dernière qualification concernant seulement la minorité ethnique des Chams d'une part et le groupe national des Vietnamiens d'autre part).

### Expert en Turquie
Marcel Lemonde participe, entre 2012 et 2014, à une mission du Conseil de l'Europe pour réformer la justice pénale en Turquie. Après avoir publié un rapport critique sur les insuffisances et les dérives de l'institution, il donne sa démission en avril 2014, avant que le président Erdoğan ne dénonce un complot ourdi par Gülen, et n'envoie des centaines de magistrats en prison.

### Autres missions
En septembre 2015, dans la salle du tribunal de Florac, il préside le « procès du loup », qui, en la forme judiciaire, permet de confronter éleveurs et bergers aux militants écologistes partisans de la réintroduction et de la protection de l'espèce
En juin 2016, il participe, à Rome, à un colloque organisé par l’Académie pontificale des sciences sociales où il met en garde contre « les dangers de la lutte contre le crime organisé, et plus particulièrement contre le terrorisme ».
En 2018, avec l'association Avocats sans frontière-France il participe à une mission, financée par l'Union européenne, chargée de la réécriture du code pénal du Mali.

## Publications

### Ouvrages
- Marcel Lemonde, Police et Justice. Étude théorique et pratique des rapports entre la magistrature et la police judiciaire. Thèse pour le doctorat en droit, Université Jean Moulin-Lyon III, 1975.
- Marcel Lemonde et Jean Reynaud (collaboration), Un juge face aux khmers rouges, Paris, Seuil, 2013, 249 p.
- Marcel Lemonde, Juge, Paris, Fauves, 2020, 336 p.

### Ouvrage collectifs
- Marcel Lemonde, Serge Lasvigne, Le procès pénal en France in "Procès pénal et droits de l'homme" (sous la direction de Mireille Delmas-Marty), PUF, 1995, 320 p. (ISBN 978-2130443049)
- Marcel Lemonde, Le rôle des médias,  in "Procédures pénales d'Europe" (sous la direction de Mireille Delmas-Marty), PUF, 1995, 640 p. (ISBN 978-2130472599)
- Marcel Lemonde, Françoise Tulkens, L'impartialité du juge : vers des principes directeurs ?  in "L’Éthique du juge : une approche européenne et internationale" (sous la direction de D. Salas et H. Épineuse), Dalloz, 2003 (ISBN 978-2-247-05585-2), p. 119-137

### Principaux articles
- « Les Sisyphes de la procédure », Le Monde.fr,‎ 26 mars 1991 (lire en ligne)
- « Le contrôle de la police par la magistrature est souvent plus théorique que réel », Le Monde.fr,‎ 29 octobre 1996 (lire en ligne)
- « Juger sans peur, par Marcel Lemonde », Le Monde.fr,‎ 7 février 2006 (lire en ligne)
- « L’“affaire” Eliane Houlette peut être l’occasion d’une vraie réforme judiciaire », Le Monde.fr,‎ 30 juin 2020 (lire en ligne)
- « La France et sa justice : à quand la fin des hostilités ? », sur AOC media - Analyse Opinion Critique, 29 novembre 2020

### Documentaires
- « Juger, après le régime des khmers rouge », 50ème séance du séminaire public de recherche "Enfermements, justice et Libertés", 19 février 2013 (sous la direction scientifique de Pierre-Victor Tournier):  5 vidéos .
- « Quand la justice internationale passe », Le Monde.fr,‎ 30 mars 2012 (lire en ligne)
- Marcel Lemonde : Juger le crime contre l’humanité aujourd’hui et demain, Colloque Cour de Cassation , 2017, Vidéo, 17:03

## Pour approfondir